# Palacio de Auersperg
El Palacio de Auersperg (en alemán: Palais Auersperg), originalmente llamado Palais Rosenkavalier, es un palacio barroco en la Auerspergstraße en el distrito de Josefstadt u octavo de Viena, la capital de Austria.
El palacio de Auersperg fue construido entre 1706 y 1710 en la antigua Rottenhof de acuerdo con los planes de dos arquitectos bien conocidos, Johann Bernhard Fischer von Erlach y Johann Lukas von Hildebrandt, para Hieronymus Capece de Rofrano, a quien se refiere el nombre Rosenkavalier. La sección media del palacio fue modificada entre 1720 y 1723 por Johann Christian Neupauer, y cien años después sería intervenido por Carl Gangolf Kayser.
En 1749, el príncipe José de Sajonia-Hildburghausen comenzó a utilizar el palacio como su residencia de invierno. Contrató a Giuseppe Bonno como director musical del palacio. Entre 1754 y 1761, se celebraron cursos de música semanales durante los meses de invierno. A partir de 1759, alquiló el palacio y contrató a Christoph Willibald Gluck como director principal de los conciertos celebrados allí.
En 1945 tras la Segunda Guerra Mundial, el Palacio fue requisado por la Comandancia de los Aliados, la fuerza policial del Consejo de Control Aliado y posteriormente sirvió como su sede.

## Arquitectura
El Palacio es de Estilo Barroco. Este estilo se basa principalmente en la magnitud y riqueza tanto en lo económico como en el detalle. El mismo se extendió por varios países, principalmente Francia, España y Austria.
El Palacio de Auersperg representa su opulencia principalmente con el uso del dorado. Este color lo podemos encontrar en cada sector de la construcción, tanto en su imponente hall de entrada como en su lujosa sala de música, e incluso hasta en su fachada con sus dos predominantes columnas doradas. No es de poca relevancia aclarar que el centro de este palacio está puesto en la música, el Barroco es un período ligado al romanticismo y dramatismo, por lo tanto las claves para representarlo se encontraban entre la música, el Arte, la Arquitectura y la vestimenta. La abundancia en cristales y detalles simbolizaban la sensual riqueza a la que se aspiraba en el período. Los colores densos y cargados junto con los techos altos resaltaban la idea del esplendor de la nobleza. Finalmente, si bien la imponente fachada es bastante detallada y tiene una gran magnitud, el color simple y opaco contrasta con su interior brilloso y saturado, generando que la sensación de asombro sea aún mayor por la sorpresa que genera.

## Galería de imágenes

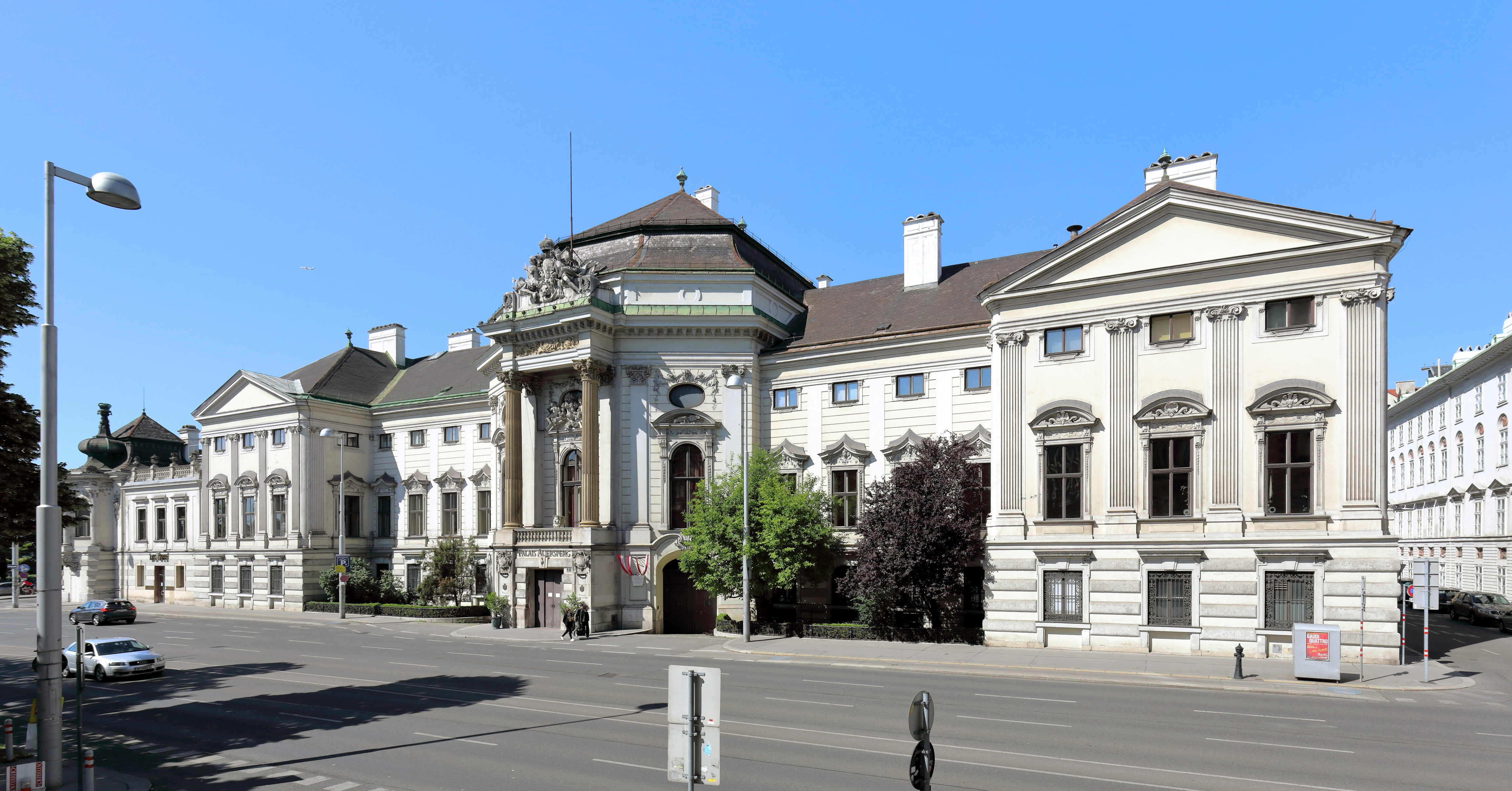
Palacio de Auersperg en Viena.
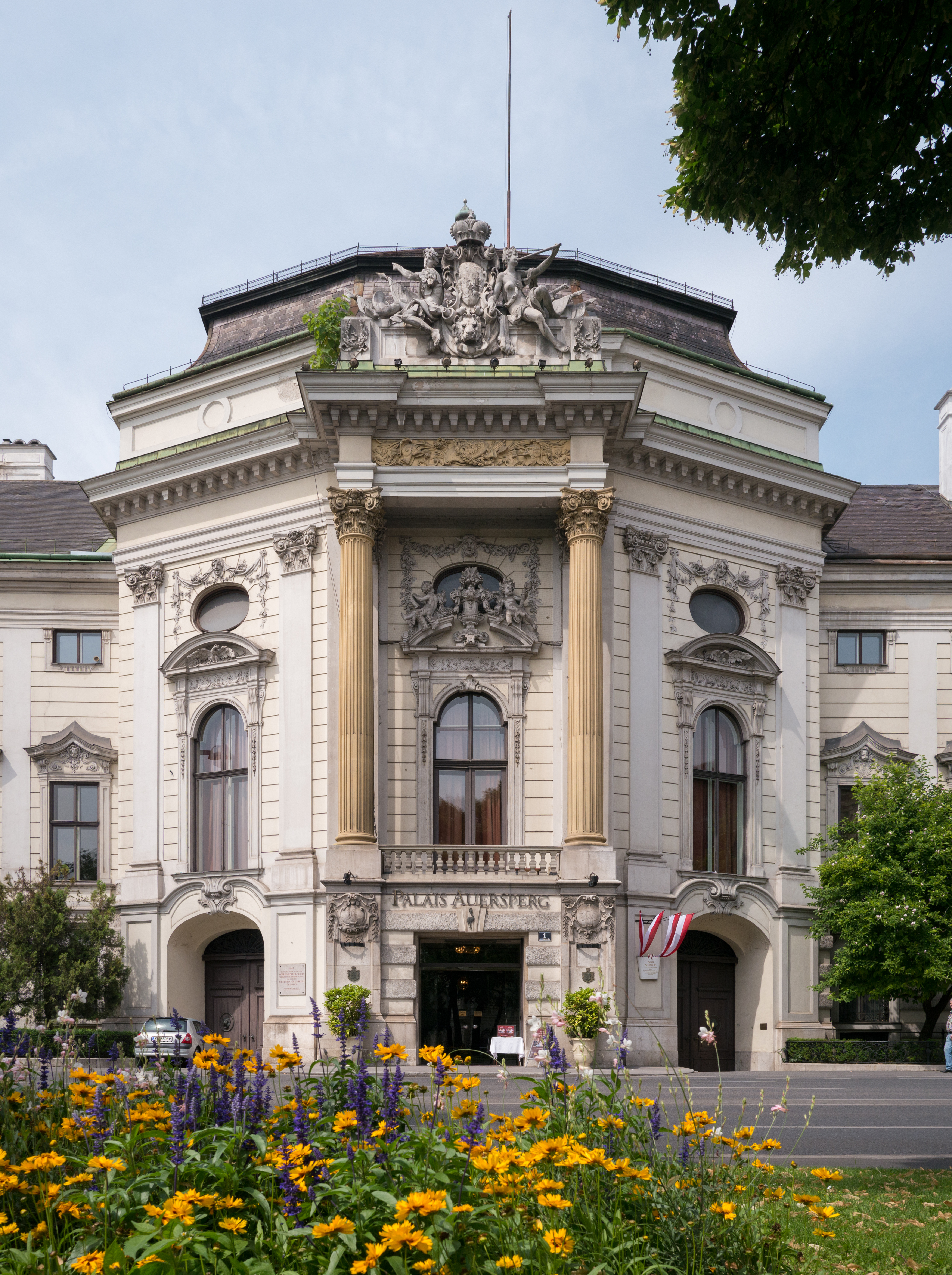
Vista de la fachada.
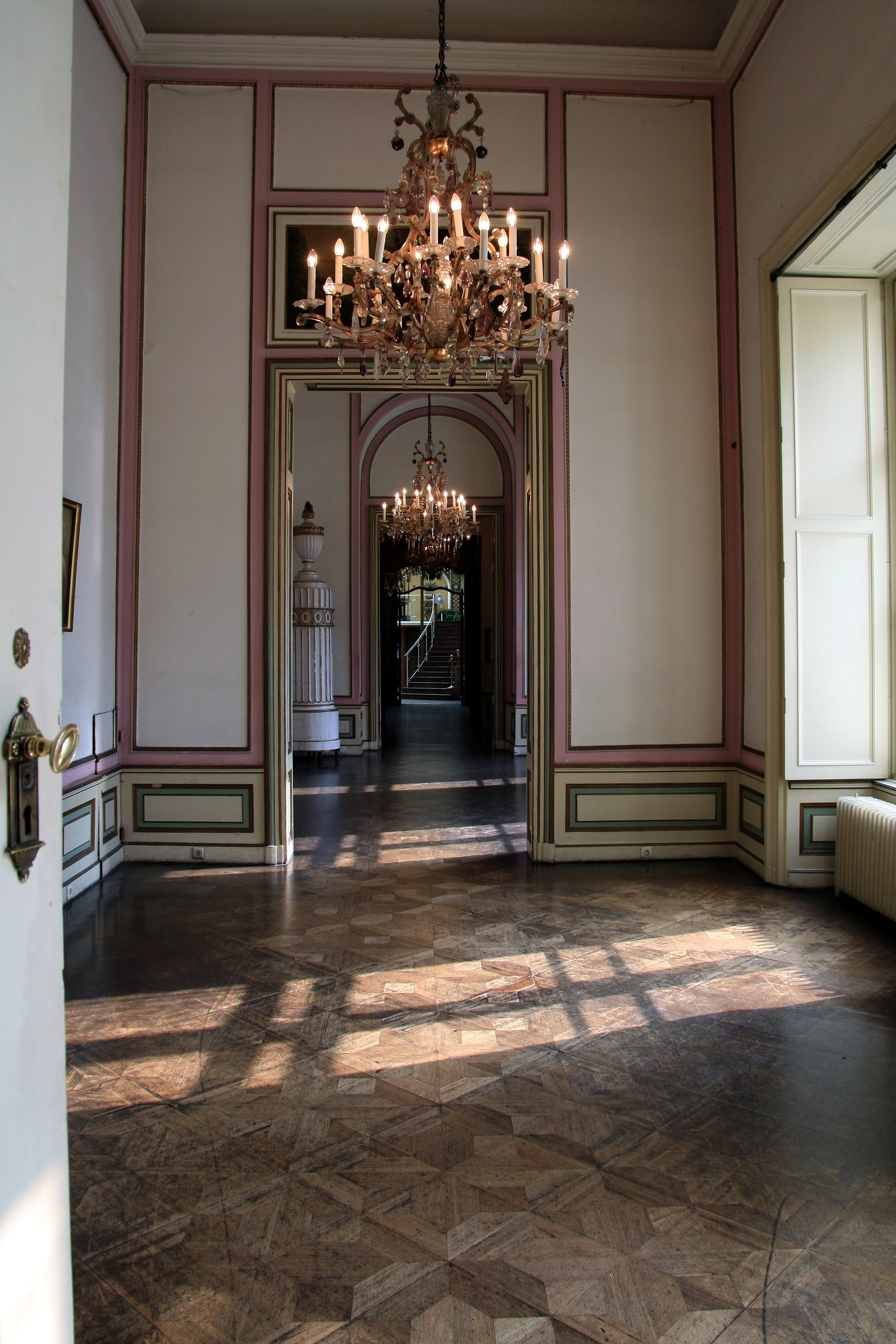
Suite del palacio.